# پنتافلورید بیسموت
پنتافلورید بیسموت (به انگلیسی: Bismuth pentafluoride) با فرمول شیمیایی BiF۵ یک ترکیب شیمیایی است. که جرم مولی آن ۳۰۳٫۹۷ g/mol می‌باشد.